# Rateški potok
Rateški potok je hudourniški potok v Sloveniji, desni pritok reke Krke, ki ob obilnejših padavinah lahko povzroča poplave in nanose na področju krajev Gumberk in Ratež.